# Chris Ardoin
Pour les articles homonymes, voir Ardoin.
 (mars 2025).
Si vous disposez d'ouvrages ou d'articles de référence ou si vous connaissez des sites web de qualité traitant du thème abordé ici, merci de compléter l'article en donnant les références utiles à sa vérifiabilité et en les liant à la section « Notes et références ».
Chris Ardoin (né le 7 avril 1981 à Lake Charles, Louisiane) est un accordéoniste et un chanteur de zydeco. Il est l'un des jeunes artistes qui mélangé le zydeco traditionnel avec divers autres styles comme le hip-hop, le reggae et le R&B.

## Discographie
- 1994 That's Da Lick (Maison de Soul)
- 1995 Lick It Up! (Maison de Soul)
- 1997 Gon' Be Jus' Fine (Rounder)
- 1998 Turn the Page (Rounder)
- 2000 Best Kept Secret (Rounder)
- 2002 Life (J&S)
- 2004 Save the Last Dance (J&S)
- 2005 Sweat (NuStep4Lyfe Entertainment)
- 2007 M.V.P. (NuStep4Lyfe Entertainment)